# Biserica franciscană din Mediaș
Biserica franciscană din Mediaș este un monument istoric și de arhitectură.

## Istoric
Mănăstirea a fost întemeiată anterior anului 1444. Într-o nișă de pe latura estică a absidei corului s-a conservat o inscripție cu anul 1400. Mănăstirea medievală a avut hramul sfintei Elisabeta de Turingia.
În pofida protestului franciscanilor, a fost înmormântat aici mercenarul Aloisio Gritti.
În anul 1556, în urma reformei protestante, călugării au fost alungați din Mediaș de către conducerea orașului.
În secolul al XVIII-lea, după instaurarea dominației austriece, mănăstirea a fost retrocedată franciscanilor în anul 1721, după lungi tratative. Consiliul orășenesc a fost convins cu ajutorul contelui Damian Hugo von Virmond, comandantul militar al Transilvaniei, să cedeze edificiile ordinului franciscan. Preluarea acestora a avut loc în data de 19 noiembrie 1721.
Principalul susținător material al mănăstirii a fost Ioan Haller, guvernatorul Transilvaniei.
În anul 1759 episcopul romano-catolic Sigismund Stoica a renunțat la scaunul episcopal de Alba Iulia și s-a stabilit în mănăstirea franciscană din Mediaș, căreia i-a făcut mai multe donații.

## Imagini

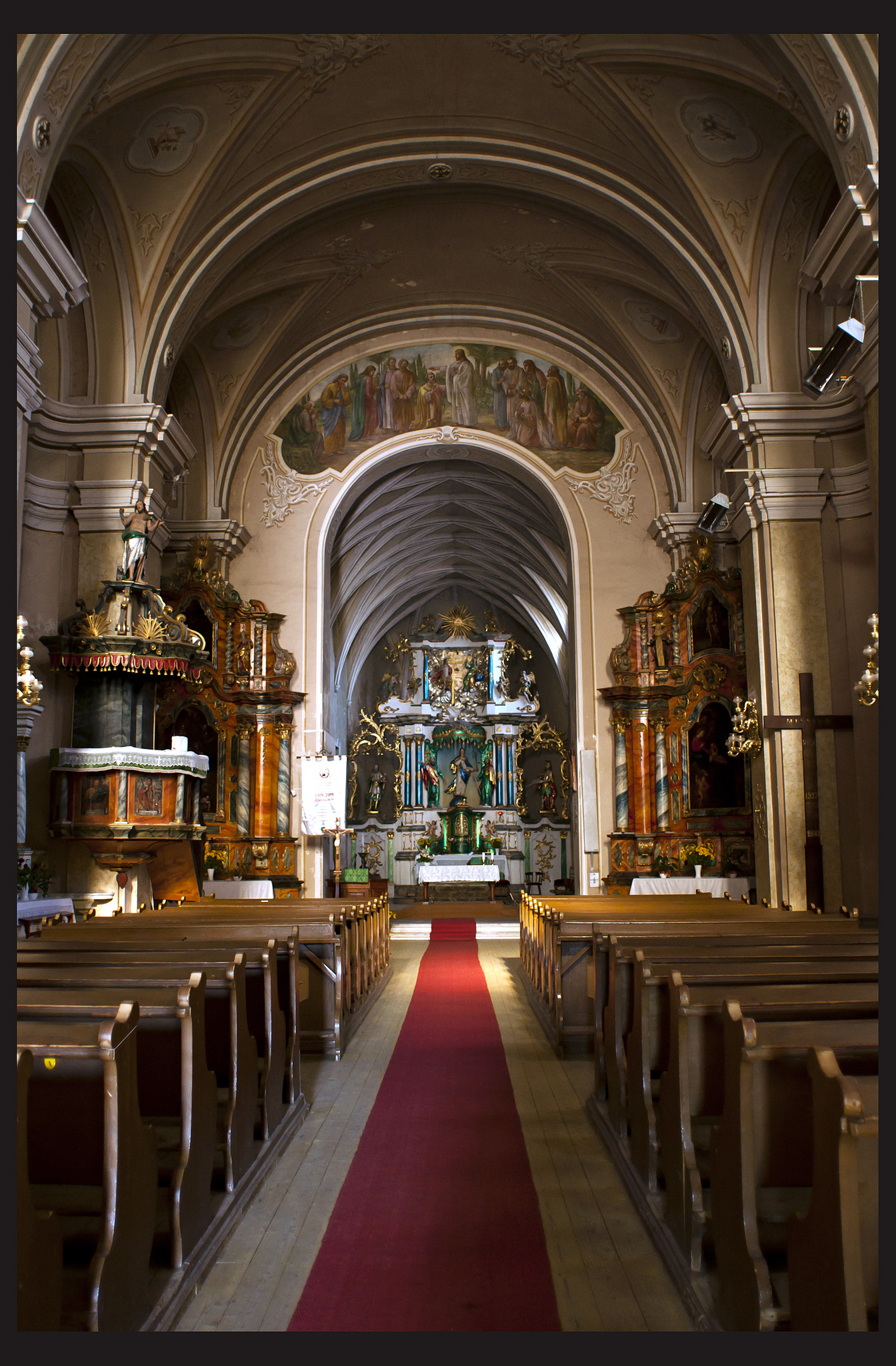
Interior